# Almagesto

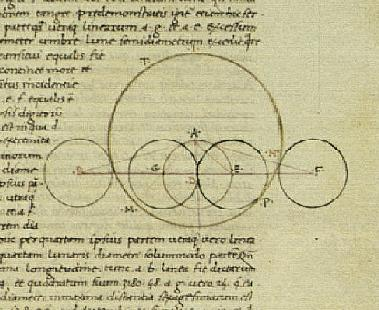
Figura de uma tradução do Almagesto em latim, de 1451.

Almagesto é um tratado matemático e astronômico escrito no século II por Cláudio Ptolomeu. A obra, escrita em grego, adota o modelo geocêntrico para o sistema solar, além de conter um extenso catálogo estelar. É um dos textos científicos mais influentes de todos os tempos, tendo sido autoridade no assunto desde a antiguidade, no império bizantino, no mundo árabe e na Europa ocidental ao longo da idade Média e Renascença até o século XVI, quando o surgiu o heliocentrismo de Copérnico.
Além de ser a principal fonte de informação sobre a astronomia da Grécia antiga, também é valiosa fonte de informação da obra do matemático grego Hiparco, a qual se perdeu.
A obra tornou-se conhecida pelo título grego Ἡ Μεγάλη Σύνταξις (Hē Megálē Sýntaxis), "A Grande Coleção". Os árabes passaram a designá-lo pelo superlativo daquele adjetivo: μεγίστη (megístē), "máxima", donde a corruptela al-majisṭī (المجسطي), que gerou a palavra Almagesto, pela qual o tratado passou a ser identificado.